# Aerangis fastuosa
Aerangis fastuosa é uma espécie de orquídea monopodial epífita, família Orchidaceae, que habita Madagascar.